# GE Wind Energy
GE Wind Energy è una suddivisione di GE Energy, una sussidiaria della General Electric. La compagnia produce e vende aerogeneratori ai mercati internazionali. Nel 2009, la GE Wind Energy era il secondo maggiore produttore di turbine eoliche nel mondo.

## Storia
La ditta venne creata nel 1980 quando il progettista James G.P. Dehlsen (che non le produceva) fondò la Zond, che successivamente creò anche la Clipper Windpower nel 2001. Il conglomerato dell'energia Enron acquisì la Zond nel gennaio del 1997.
Nel 2002 la General Electric rilevò tutte le attività nell'eolico della Enron, che in quel momento stava chiudendo in seguito alla procedura di bancarotta, in un periodo nel quale la vendite di turbine a gas ristagnavano. Enron Wind era l'unico grande produttore superstite americano di grossi aerogeneratori all'epoca, e la GE aumentò le risorse destinate all'ingegnerizzazione e vari altri capitoli di fornitura destinati alla "Wind Division", portandola progressivamente a raddoppiare le vendite annue a circa $1,2 miliardi di dollari nel 2003. La GE acquisì la ScanWind nel 2009.
Nel febbraio del 2011, la GE acquisì anche la Wind Tower Systems, LLC, costruttore delle torri per aerogeneratore space frame.

## Prodotti
La compagnia attualmente produce tre tipi di aerogeneratori (a rotore ad asse orizzontale) con potenze che vanno da 1,5 MW a 4 MW.
| Feature                 | GE 1.5 XLE          | GE 2.5 XL  | GE 4.0-110       |
| ----------------------- | ------------------- | ---------- | ---------------- |
| Potenza massima (MW)    | 1.5                 | 2.5        | 4.0              |
| Cut-in wind speed       | 3,5 m/s             | 3,5 m/s    | 3,0 m/s          |
| Cut-out wind speed      | 20 m/s              | 25 m/s     | 25 m/s           |
| Rated wind speed        | 11,5 m/s            | 12,5 m/s   | 14 m/s           |
| Temperatura operativa   | -30 a - 40° Celsius |            |                  |
| IEC 61400 wind class    | IIIb                | IIIa, IIb  | Ib               |
| Frequenza (Hz)          | 50—60               |            |                  |
| Voltaggio               | 690                 |            |                  |
| Diametro del rotore     | 82,5 m              | 100 m      | 110 m            |
| Area spazzata da rotore | 5346 m2             | 7854 m2    | 9567 m2          |
| Altezza al pomello      | 80 m                | 75 – 100 m | Dipende dal sito |

### GE 1.5MW

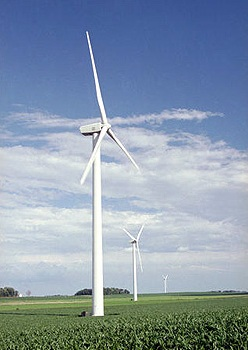
GE 1.5MW wind turbine.

La serie di turbine eoliche da 1.5 megawatt della GE venne sviluppata congiuntamente al DOE. Consiste di tre pale in fiberglass attaccate ad un pignone ad asse orizzontale. Il pignone o "hub" è connesso al rotore principale che muove una serie di ingranaggi multi-stadio. Gli ingranaggi aumentano il numero di rivoluzioni per minuto e inviano l'energia cinetica ottenuta dal vento a una doubly-fed electric machine, dove viene convertita in  energia elettrica. L'angolo delle pale e la direzione verso la quale è rivolta la turbina sono controllati da un sistema elettrico attivo, che controlla sia il "pitch" che il "yaw". Il generatore ha una potenza massima di 1,5 Megawatt. Il generatore e la scatola degli ingranaggi sono contenuti nella "gondola" che inoltre è ulteriormente isolata per minimizzare l'emissione di rumore.

### GE 4.0MW
Il più nuovo aerogeneratore costruito dalla General Electric, la turbina da 4.0 MW (nota anche come GE4.0-110) è l'unico modello di turbina eolica attualmente prodotto dalla General Electric. La produzione della versione offshore GE 3.6 SL venne interrotta, ma le sue installazioni rimangono operative nello Arklow Bank Wind Park.